# Joseph Bertrand
Joseph Louis François Bertrand (Paris, 11 de março de 1822 — Paris, 5 de abril de 1900) foi um matemático, historiador de ciências e acadêmico francês.

## Carreira
Ele conjecturou, em 1845, que há pelo menos um número primo entre n e 2n−2 para cada n>3. Chebyshev provou essa conjectura, agora chamada de postulado de Bertrand, em 1850. Ele também era famoso por um paradoxo no campo da probabilidade, agora conhecido como Paradoxo de Bertrand. Há outro paradoxo na teoria dos jogos que leva seu nome, chamado Bertrand Paradox. Em 1849, ele foi o primeiro a definir números reais usando o que hoje é chamado de corte de Dedekind.
Bertrand traduziu para o francês o trabalho de Carl Friedrich Gauss sobre a teoria dos erros e o método dos mínimos quadrados.
No campo da economia reviu o trabalho sobre a teoria do oligopólio, especificamente o Cournot Competition Model (1838) do matemático francês Antoine Augustin Cournot. Seu Bertrand Competition Model (1883) argumentou que Cournot havia chegado a uma conclusão muito enganosa, e ele o reelaborou usando preços em vez de quantidades como variáveis estratégicas, mostrando assim que o preço de equilíbrio era simplesmente o preço competitivo.
Seu livro Thermodynamique que aponta no Capítulo XII, que a entropia termodinâmica e a temperatura são definidas apenas para processos reversíveis. Ele foi uma das primeiras pessoas a apontar isso.

## Obras
- Traité de calcul différentiel et de calcul intégral (Paris : Gauthier-Villars, 1864-1870) (2 volumes treatise on calculus)
- Rapport sur les progrès les plus récents de l'analyse mathématique (Paris: Imprimerie Impériale, 1867) (report on recent progress in mathematical analysis)
- Traité d'arithmétique (L. Hachette, 1849) (arithmetics)
- Thermodynamique (Paris : Gauthier-Villars, 1887)
- Méthode des moindres carrés (Mallet-Bachelier, 1855) (tradução da obra de Gauss sobre mínimos quadrados)
- Leçons sur la théorie mathématique de l'électricité / professées au Collège de France (Paris : Gauthier-Villars et fils, 1890)
- Calcul des probabilités  (Paris : Gauthier-Villars et fils, 1889)
- Arago et sa vie scientifique (Paris : J. Hetzel, 1865) (biography of Arago)
- Blaise Pascal (Paris : C. Lévy, 1891) (biography)
- Les fondateurs de l'astronomie moderne: Copernic, Tycho Brahé, Képler, Galilée, Newton (Paris: J. Hetzel, 1865) (biographies)